# ウィーン標準平均海水

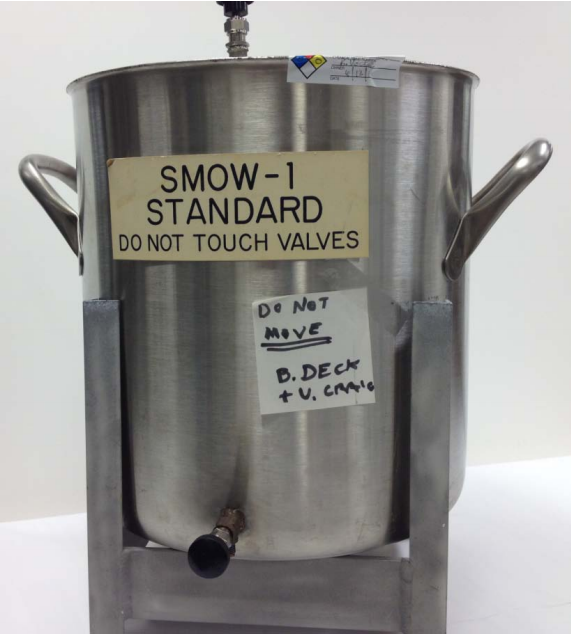
最初のVSMOW容器（当時の名はSMOW-1）。ハーモン・クレイグによって精製された。

ウィーン標準平均海水（ウィーンひょうじゅんへいきんかいすい、英: Vienna Standard Mean Ocean Water、略称: VSMOW）は、水の同位体標準の一つ。Ocean Waterとなっているが海洋中の塩やその他の化学物質が含まれない純水である。
VSMOW標準はウィーンに本部を置く国際原子力機関 (IAEA) によって1968年に公布され、1993年から現在までIAEAのほか欧州標準物質・測定研究所および米国国立標準技術研究所によって評価と研究が続けられている。この標準は確定した安定同位体データと校正用物質からなり、それによって、実験試料を測定するのに使う機器の標準化と研究所間比較が行えるようになっている。

## 名称
「Ocean Water（海水）」という名は、水分子が水循環の段階のうち雨、雪、川、湖などからではなく海洋から採取されたことを意味している。同位体の種類ごとに分子の蒸発・凝縮速度はわずかずつ変わるため、別々のステージから採取された水は同位体比が異なる。VSMOWは海水の標準ではなく蒸留された無塩の純水であり、水の物性に関する高精度の測定や、実験室標準の作成に用いられる。

## 経緯
VSMOWの定義の以前には、平均化された海水と融雪水が参照物質とされていた。この慣行が発展して、1960年代に標準平均海水 (Standard Mean Ocean Water, SMOW) と呼ばれる標準が制定された。SMOWは物質的な水ではなく、平均的な海水の同位体比標準を定めたものだった。それを基準としてNBS 1と呼ばれる標準水試料が米国国立標準局（略称NBS。現・国立標準技術研究所）によって作製され、世界的に用いられた。1967年、カリフォルニア大学サンディエゴ校スクリップス海洋研究所のハーモン・クレイグらはIAEAの求めによってSMOWの定義に合わせた参照水を作製した。クレイグらは赤道および180度経線に沿って採取した海水を蒸留し、混合して用いていた。この水試料は初めSMOW-1と名付けられた。しかしIAEAのSMOW-1はNBS 1と同位体比がわずかに異なっていた。またカリフォルニア工科大学のグループもSMOWの名で参照試料を作製しており、混乱が生じた。IAEAは1976年のコンサルタント会議での勧告を受けてSMOW-1の名をVienna-SMOWと改めた。1995年ごろから、SMOWに変わる同位体ベンチマークとしてVSMOWの使用が推奨されるようになった。

## 組成
VSMOWの同位体組成は、問題となる希少同位体のモル存在量を最も一般的な同位体のそれで割った比で指定される。単位は百万分率 (ppm) である。VSMOWの同位体比は以下のように定義されている。
- 2H/1H = 155.76 ± 0.1 ppm（約6420分の1）
- 3H/1H = (1.85 ± 0.36)×10−11 ppm（約5.41×1016 分の1。物性関連の研究ではゼロとみなされる）
- 18O/16O = 2005.20 ± 0.43 ppm（約498.7分の1）
- 17O/16O = 379.9 ± 1.6 ppm（約2632分の1）

たとえば海水中の16O（酸素の一般的な同位体で陽子8個と中性子8個からなる）は17O（中性子が1個多い）より約2632倍多い。
水分子 (H2O) にはそれぞれ水素原子2個と酸素原子1個が含まれているが、VSMOWの組成は原子の比率で表されており、分子ごとの同位体の組み合わせは問題にしていない。とはいえ特定の組み合わせを持つ分子が存在してもVSMOWの性質は影響を受けず、水試料中の分子は常に激しく原子の交換を行ってもいる。

## VSMOW2
VSMOWは、作成から時間が経ち、枯渇しつつあるので、2006年に代替品としてVSMOW2（Vienna Standard Mean Ocean Water 2）が開発され販売されている。VSMOW2は、その組成がVSMOWとできる限り同じになるように開発されたものである。その価格は2009年以降、20 mL 当たり180ユーロ（2-3万円程度）である。

## 温度標準としての利用
国際度量衡委員会は2005年に、熱力学温度のケルビン目盛の定義に使われる水はVSMOWの公称組成比を持つと明確に定めた。この決定は2007年に第23回国際度量衡総会の決議第10号として採択された。これは実質的に、VSMOWの三重点を273.16 K（0.01°C）ちょうどと定義することであった。
2019年に行われたSI基本単位の再定義ではケルビンの定義がボルツマン定数に基いて行われることになり、水の物性とは完全に切り離された。三重点は定義値から測定値に変わった。ボルツマン定数の定義値は、三重点の測定値が以前の定義値と現在の計測精度の範囲内で一致するように決められた。
入念に蒸留された高純度のVSMOWは、温度の高精度測定のための参照標準を作製する上で依然として重要である。異なる場所で採取された水試料は、同位体組成の違いにより三重点、密度、沸点、蒸気圧などの物性がわずかに異なる場合がある。雪、河川水、雨水はいずれも直前に海から蒸発した水であるため、水素や酸素の重同位体の含有量が低い傾向があり、三重点もその影響を受ける。正しくない同位体組成の水で温度参照セルを作製すると、三重点の測定で数百マイクロケルビン程度の誤差が生まれる可能性がある。